# NGC 1130
NGC 1130 je galaksija u zviježđu Perzej.

## Vanjske poveznice
- SEDS: NGC 1130